# Am-Khent

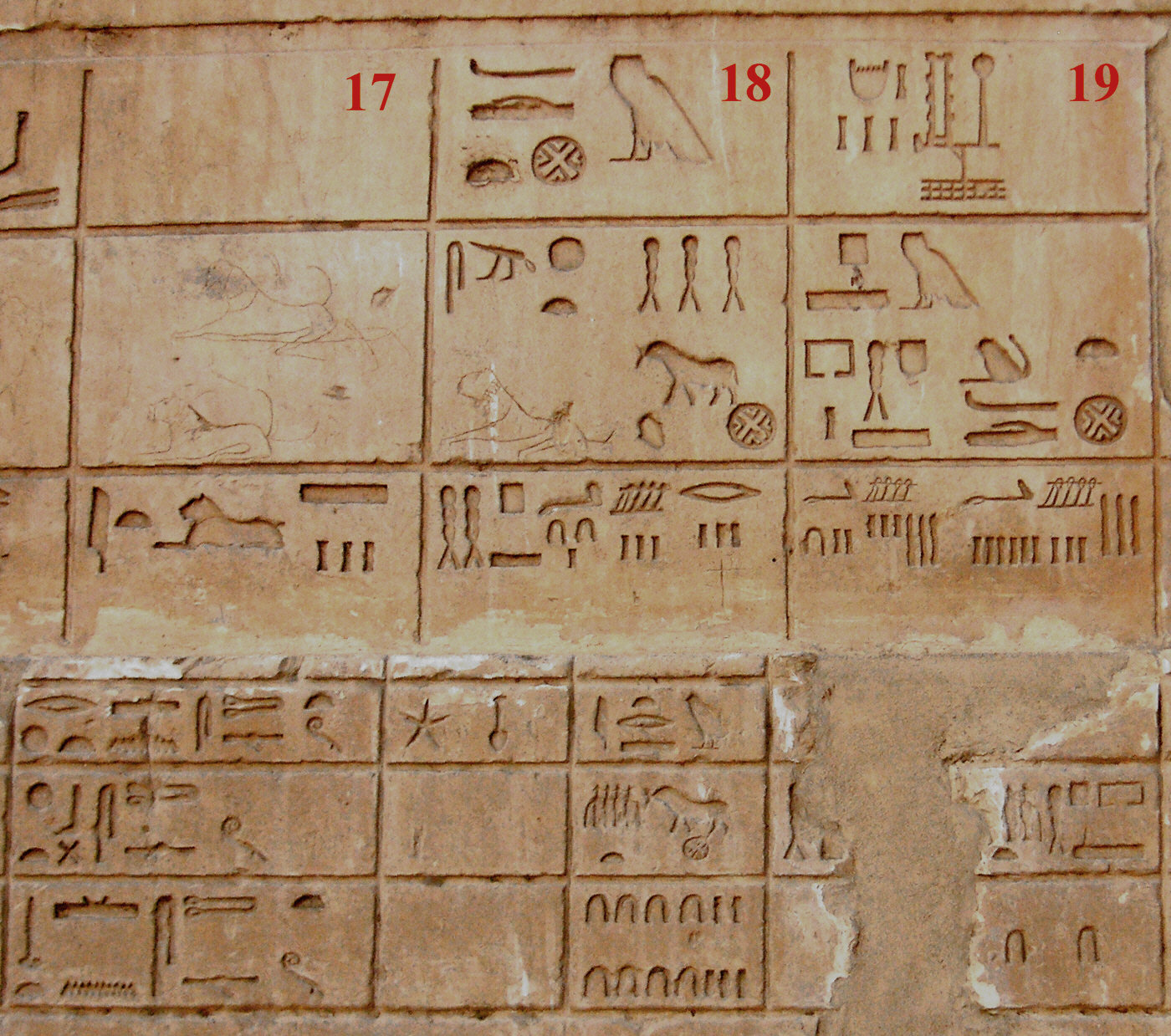
Nomós XVIII

Am-Khent (Príncep del sud) fou el nom del nomós XVIII del Baix Egipte. Estava situat a la part dud-oriental del Delta, a l'oest del braç oriental. Formava una illa entre dos braços que s'estenia al nord-est més enllà del braç oriental; tenia a l'occident el nomós X (Ka-kem), a l'est el XX (Sopdu) i al sud el XIII (Heq-at), mentre el nord no està ben definit.
La capital fou Bast (Bubastis, prop de l'actual Zagazig).
El déu principal fou Bast amb temple dedicat a Bubastis (el santuari estava a l'Iseum a Hat-sera). Els autors clàssics que van descriure Egipte, només esmenten Bubastis com a ciutat destacada.